# La Esperilla
La Esperilla es un sector residencial ubicado en el Distrito Nacional de la República Dominicana, específicamente en la ciudad de Santo Domingo. Delimitado por las avenidas 27 de Febrero al norte, Simón Bolívar al sur, Máximo Gómez al este y Abraham Lincoln al oeste. Este barrio se caracteriza por su ambiente tranquilo y su proximidad a importantes arterias viales de la capital. Con una población estimada de 6,807 habitantes (2010) según datos recientes, La Esperilla es reconocida por su alta calidad de vida y su desarrollo urbano sostenido.
En las últimas décadas, La Esperilla ha experimentado un notable crecimiento inmobiliario, convirtiéndose en una zona de alta demanda para proyectos residenciales de lujo. El sector alberga modernas torres de apartamentos que ofrecen amenidades como piscinas, gimnasios, áreas sociales y vistas panorámicas al mar Caribe . Además, su ubicación permite el acceso a centros comerciales, restaurantes, instituciones educativas y centros de salud, lo que ha contribuido a su desarrollo como una zona residencial relevante dentro de Santo Domingo.
La Esperilla también es conocida por su ambiente seguro y su comunidad cohesionada. La presencia de parques y áreas verdes, como el Parque Iberoamericano, ofrece espacios de esparcimiento para residentes y visitantes. Asimismo, el sector cuenta con instituciones educativas de prestigio, como el Colegio La Salle y la Universidad APEC, que contribuyen al dinamismo y la diversidad cultural de la zona.

## Historia
Originalmente, La Esperilla formaba parte de una extensa zona agrícola en las afueras de la ciudad de Santo Domingo. Durante la primera mitad del siglo XX, el área comenzó a urbanizarse gradualmente, impulsada por el crecimiento demográfico y la expansión de la capital hacia el norte. La construcción de avenidas principales y la implementación de planes de desarrollo urbano facilitaron la transformación del sector en una zona residencial de clase media alta.
En las décadas de 1970 y 1980, La Esperilla experimentó un auge en la construcción de viviendas unifamiliares y edificios de apartamentos de mediana altura. La llegada de instituciones educativas y centros de salud consolidó su reputación como un barrio conveniente y bien equipado. La proximidad al centro de la ciudad y la disponibilidad de terrenos atrajeron a desarrolladores inmobiliarios interesados en satisfacer la demanda de viviendas modernas y accesibles.
A partir de la década del 2000, el sector vivió una transformación significativa con la construcción de torres residenciales de lujo y la modernización de su infraestructura. Este proceso de verticalización respondió a la creciente demanda de viviendas en zonas céntricas y seguras de Santo Domingo. Hoy en día, La Esperilla es un ejemplo de desarrollo urbano planificado, que combina la comodidad de la vida moderna con la tranquilidad de un entorno residencial.